# Caecilia attenuata
Espèce
Statut de conservation UICN

 DD  : Données insuffisantes
Caecilia attenuata est une espèce de gymnophiones de la famille des Caeciliidae.

## Répartition
Cette espèce se rencontre entre 200 et 1 000 m d'altitude :
- au Pérou, elle est connue que de sa localité type n'a pas été localisée ;
- en Équateur dans les environs de Santa Rosa dans la province de Napo.

## Publication originale
- Taylor, 1968 : The Caecilians of the World: A Taxonomic Review. Lawrence, University of Kansas Press.